# San Ġwann
San Ġwann és un municipi de Malta. En el cens del 2014 tenia 12.523 habitants i una superfície de 2,6 km².